# Hedda Sauer
Hedda Sauer (* 24. September 1875 in Prag; † 21. März 1953 ebenda) war eine deutsche Dichterin und Übersetzerin in Prag. Sie gehörte mit ihrem Mann Prof. August Sauer zur dortigen  Kultur- und Künstlerszene und hatte Kontakte zu Rainer Maria Rilke, Ellen Key, Bertha von Suttner und anderen Persönlichkeiten.

## Leben
Hedwig war eine Tochter des Germanistikprofessors Alois Rzach und dessen tschechischer Frau Hedwig Polak (Hedvika Poláková), deren Vater Prokop Polak ein angesehener Jurist in Prag war. Ihre Geschwister waren Otto Rzach (1876–nach 1945) und Edith Buhre (1878–1941).
Hedwig Rzach besuchte die Klosterschule der Englischen Fräulein in Prag.
1892 heiratete sie kurz vor ihrem 17. Geburtstag den neu ernannten Professor August Sauer, der zu dieser Zeit 37 Jahre alt war.
Die beiden hatten in den folgenden Jahren viele Kontakte zu Wissenschaftlern, Schriftstellern und Künstlern der Stadt und luden öfter zu Gesellschaften in ihren Salon.
Zu ihnen gehörten Rainer Maria Rilke, der von August Sauer besonders gefördert wurde, und mit dem Hedda Sauer einen gelegentlichen Briefwechsel zwischen 1897 und 1912 führte, sowie auswärtige Gäste wie die schwedische Schriftstellerin Ellen Key und die österreichische Pazifistin Bertha von Suttner. Von den Prager Schriftstellern hatte Hedda Sauer einen intensiveren Kontakt zu Hugo Salus. Seit 1906 war sie die erste Vorsitzende des neuen Klubs deutscher Künstlerinnen in Prag.
Nach dem Tod ihres Mannes 1926 zog sie zu ihrem verwitweten Vater. Sie blieb auch nach 1938 und 1945 in ihrer Heimatstadt und lebte weiter in Smíchov.

## Rezeption
Rainer Maria Rilke lobte 1900, die Gedichte in ihrem Band Ins Land der Liebe seien 

„in ihrer Art so gerundet und bis zum Ende empfunden, dabei so einfach und schön hingestellt, dass man nichts dazu sagen kann, ohne ihre ruhige Fülle zu überladen. Und kritisch, wie gesagt, mag ich mich über Gedichte nur ungern äussern. Dazu sind sie so wenig gemacht wie Rosen und Wolkenbilder.“

Und die schwedische Schriftstellerin Ellen Key lobte ihren Band „Wenn es rote Rosen schneit“ (1905)

„Die Gedichte waren mir sehr lieb, besonders das erste. Ich bin sehr froh, dass 
Sie dichten! Denn Sie dichten wie Blumen sprießen: Nichts Gesuchtes - nur einfach wie die Sonne scheint oder der Mond!“

Der Literaturhistoriker Max Geißler urteilte über ihr Werk 1913

„Eigenartiges, kapriziöses Talent spricht aus den metrisch meist regellosen, aber an rhythmischen Feinheiten reichen Versen H. S. Sie erinnern in Klang und 
Tonfall an den selbstvergessenen Plaudergesang der Grasmücken, den man vernimmt, wenn die Hecken sich neu begrünen und die Apfelblüten aufzubrechen beginnen. Etliche – es sind leider nur etliche – stammen aus Tiefen, in denen der Born klarer Dichtung springt.  (...) Schöpferisches Talent ist in ihr nicht; aber eine Begabung, die ihren Strophen doch in den meisten Fällen eigenes Gepräge zu geben versteht und die über dichterische Bildkraft verfügt, wo immer sie zu gestalten beginnt.“

Der Literaturkritiker August Gebhard war da 1900 weniger freundlich

„"Ins Land der Liebe" hat Hedda Sauer ihre lyrischen Ergüsse zu nennen beliebt. Warum? Wer weiß es? Aus dem Inhalt des vorliegenden Bändchens wenigstens ist es nicht ersichtlich, warum die Sammlung nicht auch irgendwie anders heißen könnte, denn die Liebe spielt in ihr gerade keine größere oder geringere Rolle, als sie es in solchen Versen eben zu thun pflegt. (...) Vom Inhalt ist wenig zu sagen. Heine scheint hier und da etwas eingewirkt zu haben. Daß das Wenige, was Hedda Sauer uns zu sagen hat, an einigen Stellen durch moderne Blender aufgeputzt werden soll, wobei Geschmacklosigkeiten wie "der Sommerwind geht auf blausammtnen Sohlen", "mit sonnenuntergangrotem Munde" und "kornblumenblaue Gewitter"  mit unterlaufen, bringt Leuten von Geschmack das Buch nicht näher.“

## Publizistisches Werk
Hedda Sauer veröffentlichte mehrere Gedichtbände und einen Prosaband, außerdem Gedichte und feuilletonistische Geschichten in verschiedenen Zeitungen, wie im Prager Abendblatt und später in Deutsche Arbeit, die ihr Mann zeitweise leitete. Dazu übersetzte sie Gedichte aus dem Italienischen ins Deutsche und Texte aus dem Deutschen ins Tschechische. Vier Gedichte von ihr wurden von Josef Bohuslav Foerster vertont.
Einzelveröffentlichungen
- Im Frühling, Gedichte, Prag, 1892
- Gedichte, Prag, 1895
- Ins Land der Liebe, Gedichte,  J. G. Calve’sche k. u. k. Hof- u. Universitäts-Buchhandlung (Josef Koch), Prag, 1900, auch mit übersetzten italienischen Gedichten von Ada Negri
- Wenn es rote Rosen schneit, Gedichte, C. Bellmann, Prag, 1904
- Gedichte, Deutsch-Österreichischer Verlag Wien, 1912
- Bei den gefangenen Tieren, Gedichte, Sudetendeutscher Verlag. Wien, Reichenberg, 1920
- Biblische Balladen, Franz Kraus, Reichenberg, 1923
- Goethe und Ulrike, Franz Kraus, Reichenberg, 1925 kurze Auszüge; Prosa über die Beziehung von Goethe zu Ulrike von Levetzow (über die auch ihr Mann bereits geschrieben hatte)
- An Himmlischem Ort, Gedichte, 1926